# Das letzte Einhorn
Michael Robert Rhein (Leinfelden, Alemania Oriental, 18 de mayo de 1964), más conocido como «Das letzte Einhorn» («El último unicornio»), es el cantante de la agrupación alemana de folk metal In Extremo.

## Biografía
Corazón y alma de In Extremo, agrupación en la cual decidió volcar sus dos pasiones musicales, la música medieval y el metal. Nació el 18 de mayo de 1964 en Leinefelde, en la antigua RDA (Alemania Oriental bajo el dominio soviético). A menudo, ha destacado el papel que tuvo la música, incluyendo el rock, como protesta por el totalitarismo en la sociedad de la Alemania Oriental, de joven, escuchaba a los Rolling Stones como un acto de protesta.
Su primer concierto lo tuvo a la edad de 13 años en una banda de Blues, Liederjan, donde simplemente se acercó a donde la cantante junto con su armónica y les pidió permiso para tocar junto a ellos.
En 1983 fundó su primera banda, Nr 13 (número 13), pero en 1985 les prohibieron tocar, sin embargo, en 1987, bajo un nombre falso y junto a sus futuros compañeros de In Extremo,  Kay Lutter y Der Morgenstern fundó el grupo Noé. Pero no fue hasta 1990 cuando empezó su fascinación por la música medieval. Se interesó cada vez más en el tema, hasta que en 1992 tuvo su primera aparición en un mercado medieval junto a miembros de Corvus Corax. Luego, con exintegrantes de este grupo, Teufel (Mike Paulenz) y Bo, formaron Pullarius Furcillo, lastimosamente poco tiempo después, Bo muere en un accidente de coche. Reducidos a dúo, el grupo se seguiría presentado en los mercados medievales durante casi cinco años, se les uniría un joven acróbata que tocaba la gaita y la chirimía cuyo nombre era Marco Ernst-Felix, más tarde conocido como Flex der Biegsame (Flex le flexible).
Junto a su amiga, Conny Fuchs, funda en 1995 In Extremo en compañía de Andre Strugalla, conocido más tarde como Dr. Pymonte, comenzarían a tocar en los mercados medievales. No tardaría mucho tiempo antes de que sus compañeros de Noé se les unieran. De esta manera realizó su sueño de juntar sus dos géneros favoritos. En palabras de sus compañeros, la banda tuvo un inicio caótico, en primer lugar por las ausencias debido a las ferias medievales (en donde el primer subgrupo aún tocaba) y en segundo lugar debido a la conflictiva comunión de los dos géneros. Los instrumentos que usaban primeramente eran comprados, luego, ellos mismo fabricaron sus instrumentos sobre la base de los diseños y descripciones de la Edad Media.
En 1998, tras dos discos de música medieval, finalmente debutó en el folk metal con el disco, Weckt die Toten!. Donde además de cantar, toca la cítara medieval y el laúd. Debido a su canto ronco, como a menudo suena en las lenguas germánicas, se le ha comparado con Rammstein, a lo que él continuamente responde: «¡Rammstein no usa gaitas!».

## Discografía
- 1997: In Extremo-Gold
- 1998 Hameln
- 1998: Weckt die Toten!
- 1998: Die Verrückten sind in der Stadt
- 1999: Verehrt und angespien
- 2001: Sünder ohne Zügel
- 2002: Live
- 2003: 7
- 2005: Mein rasend Herz
- 2006: Raue Spree
- 2006: Kein Blick zurück
- 2008: Sængerkrieg
- 2008: Sængerkrieg akustik radio show
- 2009: Am goldenen Rhein
- 2011: Sterneneisen
- 2013: Kunstraub

## Bandas
1. Nr 13
2. Noé
3. Pullarius Furcillo
4. In Extremo (Actual)